# Dolmens de Briande
Les dolmens de Briande sont un groupe de trois dolmens, dont un désormais détruit, situés sur le territoire de la commune de d'Arçay, dans le département de la Vienne.

## Dolmen n°1
La chambre mesure 10 m de long sur 1,80 m de large. Elle est délimitée par six orthostates encore en place, une septième dalle a été déplacée vers l'intérieur de la chambre. La table de couverture est brisée en deux parties. Toutes les dalles sont en grès. Il s'agit en fait d'une allée couverte bien que son allure générale puisse laisser penser qu'il s'agit d'un dolmen angevin. Sur un plan dressé par Claude Burnez, une septième dalle située au sud-est de l'ensemble pourrait correspondre à un vestige du portique, dans ce cas il s'agirait alors d'un dolmen angevin.
Le dolmen a été fouillé de 1887 à 1889 par Jules Richard qui y recueillit des ossements humains, dont un crâne quasi complet, des tessons de poterie de couleur noire et des silex (deux éclats, 1 couteau). L'inventaire du matériel conservé au musée de Poitiers associé au dolmen comporte en plus divers silex (des fragments de poignard, une armature de flèche brisée), des tessons de céramique (partie supérieure d'un vase campaniforme décoré au peigne, céramique brune) et des éléments de parure (pendentif arciforme en schiste, dent de sanglier). 
L'édifice est inscrit au titre des monuments historiques par arrêté du 4 juillet 1978.

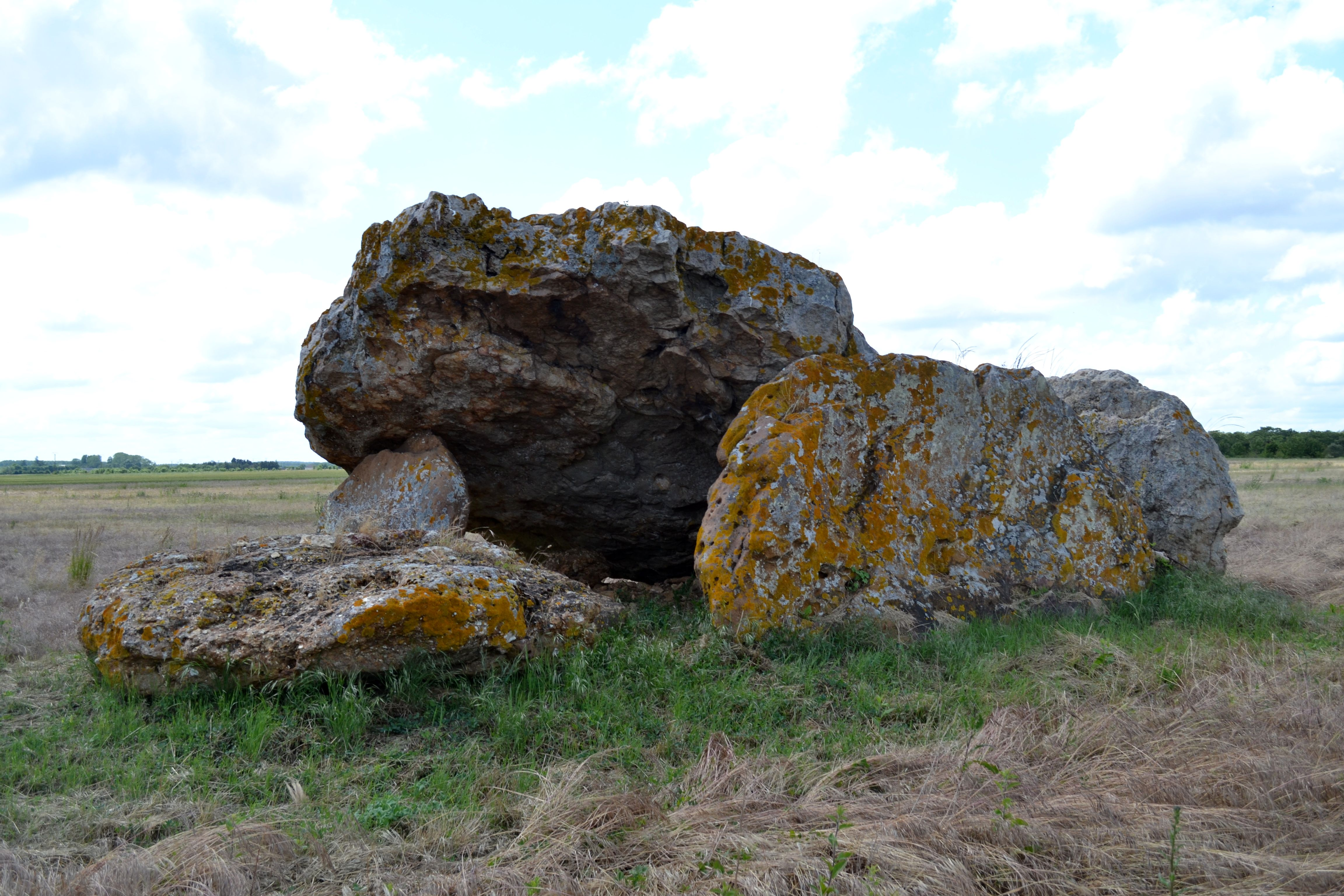
Dolmen n°2

46° 57′ 00″ N, 0° 01′ 03″ E

## Dolmen n°2
Il est situé à un peu plus de 400 m au sud du précédent. La table de couverture est renversée. Elle repose sur deux orthostates au sud et à l'est et sur le sol côté ouest. Deux autres orthostates debout et deux autres couchés sont encore visibles. À l'origine, la chambre pouvait mesurer environ 4,50 m de long sur 3,20 m de large. Toutes les dalles sont en grès. Deux blocs complémentaires gisant au sud-est pourraient correspondre à des vestiges d'un portique, ce qui ferait du dolmen un dolmen de type angevin court. 
Aucune fouille archéologique n'est connue mais le site a été fouillé clandestinement. 
46° 56′ 47″ N, 0° 01′ 04″ E

## Dolmen n°3 et tombelles
Ce troisième dolmen, désormais disparu, a été signalé par Arnault-Poirier en 1837 près du tumulus voisin de Chassigny. A  l'époque, le dolmen est en voie de destruction, il n'en demeure qu'une dalle dressée de 1,40 m de hauteur et plusieurs blocs gisant au sol, dont un élément de couverture.  
En 1915, L. Chabonneau-Lassay mentionne lui aussi un dolmen en voie de démolition ainsi que plusieurs tombelles visibles dans le voisinage des dolmens. Ces tombelles furent détruites lors d'un remembrement ultérieur. Elles correspondent peut-être à un édifice voisin mentionné comme le petit tumulus de Chassigny. 

## Grand tumulus de Chassigny
Ce tumulus situé à environ 200 m à l'ouest du dolmen n°1, n'a pas été fouillé. Son caractère mégalithique n'est pas avéré et en l'état des connaissances, rien n'indique qu'il date plus du Néolithique que de la Protohistoire. 
46° 56′ 59″ N, 0° 00′ 51″ E
Des traces de fossés circulaires, non datés, ont aussi été signalées près du tumulus et des dolmens. 